# Lac de Kalimanci
Le lac de Kalimanci (en macédonien : Калиманско Езеро) est un lac situé à l'est de la Macédoine du Nord, à cheval sur les  municipalités de Delčevo, Makedonska Kamenica et Vinica. Il se trouve au pied du massif de l'Osogovo et il a été créé par un barrage, construit en 1969 sur la Bregalnica.

## Présentation
Le lac sert principalement à l'irrigation des terres agricoles de la région, comme les rizières de Kočani. Il compte également une centrale hydroélectrique.